# Кичанзино
Кича́нзино — село в Арзамасском районе Нижегородской области. Входит в состав Красносельского сельсовета., население 841 человек на 2009 год. Расположена в центре района, примерно в 7 км западнее райцентра Арзамас и в 1,2 км от Красного, высота над уровнем моря 114 м.

## Население
| 1999 | 2002 | 2010 |
| ---- | ---- | ---- |
| 902  | ↘791 | ↘764 |

## Церковь
В селе располагается церковь Покрова Пресвятой Богородицы. Престолы: Покрова Пресвятой Богородицы, Михаила Архангела, Петра и Павла.
Церковь Покрова Пресвятой Богородицы построена в 1790 г. В первые годы советской власти жители села активно сопротивлялись коллективизации, на колокольне церкви установили пулемёт. До тех пор, пока большевики не прислали в село отряд жестоких латышских стрелков… В настоящее время церковь восстановлена, действует.
Построена в 1790 г. тщанием прихожан, в 1839 г. расширена трапеза, в которой было 2 придела, 1907 г. – храм капитально перестроен, причем трапезные алтари перенесены в холодный расширенный храм.
Тяжелые события развернулись вокруг расположенной в селе церкви. В 1931 г. она уже не действовала. Последним церковной старостой была Мария Ивановна Расправина, которую через некоторое время после закрытия церкви арестовали и выслали. За Церковь пострадали Корсаковы, Воробьевы, Сочковы. Этих людей выслали из села, никто из них обратно не вернулся.
Из села вывезли в неизвестном направлении все церковное золото, остальную церковную утварь сложили за огороженным алтарем. Колхозу было указано использовать церковь под склад. Люди проникали в алтарь, разбирали иконы, лампады. Когда пришло предписание сдать церковную утварь в арзамасскую и выездновскую церкви, оставшиеся вещи погрузили на машины и увезли. Красивая церковная ограда была разобрана и продана населению. На территории церкви находилась могила и памятник ее основателю. Памятник отвезли на кладбище, и местонахождение могилы теперь неизвестно. На кладбище увезли также и часовню.